# FindArticles
FindArticles è stato un sito web che forniva accesso ad articoli pubblicati in più di 3000 riviste, journal o altre fonti. Il sito permetteva l'accesso sia a contenuti a pagamento che gratuiti e utilizzava il database HighBeam Research. Nel 2008 ha registrato accessi a più di 11 milioni di articoli pubblicati nei dieci anni precedenti.
Nato nel 2000 come progetto collaborativo fra LookSmart, che ha progettato e programmato la tecnologia per il motore di ricerca e la casa editrice Gale che forniva gli articoli, dopo una prima fase in cui ha adottato un modello totalmente gratuito sostenuto dalla pubblicità è arrivato ad un modello con contenuti a pagamento forniti assieme a contenuti accessibili gratuitamente.
Nonostante vari cambiamenti di organizzazione aziendale LookSmart ha mantenuto il controllo del sito, ma per problemi di liquidità e di scarse performance del 2007 decise di venderlo assieme ad altri assetti non critici dell'azienda. Dal momento che FindArticles era già stato parte del settore BNET di CNET Networks e che questa azienda aveva intenzione di ampliare la propria offerta editoriale, l'8 novembre 2007 il sito venne acquistato da CNET per una cifra di venti milioni di dollari. La buona qualità dell'ottimizzazione del motore di ricerca di FindArticles è stato probabilmente un fattore importante per la definizione del prezzo di acquisto.
Dal 2012 l'URL del sito è stata reindirizzata a Search.com che fa parte di CBS Interactive e non esistono indicazioni di come trovare gli articoli o il contenuto di FindArticles.com.